# Culpeper County
Culpeper County ist ein County im Bundesstaat Virginia der Vereinigten Staaten und ist ein Teil der Washington Metropolitan Area. Bei der Volkszählung im Jahr 2020 hatte das County 52.552 Einwohner und eine Bevölkerungsdichte von 47,3 Einwohnern pro Quadratkilometer. Der Verwaltungssitz (County Seat) ist Culpeper.

## Geographie
Culpeper County liegt nordnordöstlich des geographischen Zentrums von Virginia und hat eine Fläche von 990 Quadratkilometern, wovon drei Quadratkilometer Wasserfläche sind. Es grenzt im Uhrzeigersinn an folgende Countys: Fauquier County, Stafford County, Spotsylvania County, Orange County, Madison County und Rappahannock County.

## Geschichte
Gebildet wurde es 1749 aus Teilen des Orange County. Benannt wurde es nach Lord Thomas Colepeper. Während des Amerikanischen Bürgerkriegs fand hier am 9. August 1862 die Schlacht am Cedar Mountain statt, ebenso am 9. Juni 1863 die Schlacht bei Brandy Station.

## Demografische Daten
Nach den Angaben des United States Census 2000 lebten im Culpeper County 34.262 Menschen in 12.141 Haushalten und 9.045 Familien. Die Bevölkerungsdichte betrug 35 Einwohner pro Quadratkilometer. Ethnisch betrachtet setzte sich die Bevölkerung zusammen aus 78,27 Prozent Weißen, 18,15 Prozent Afroamerikanern, 0,33 Prozent amerikanischen Ureinwohnern, 0,66 Prozent Asiaten, 0,01 Prozent Bewohnern aus dem pazifischen Inselraum und 1,15 Prozent aus anderen ethnischen Gruppen; 1,43 Prozent stammten von zwei oder mehr Ethnien ab. 2,50 Prozent der Bevölkerung waren spanischer oder lateinamerikanischer Abstammung.

Alterspyramide des Culpeper County

Von den 12.141 Haushalten hatten 35,0 Prozent Kinder und Jugendliche unter 18 Jahre, die bei ihnen lebten. 58,5 Prozent waren verheiratete, zusammenlebende Paare, 11,3 Prozent waren allein erziehende Mütter, 25,5 Prozent waren keine Familien, 20,6 Prozent waren Singlehaushalte und in 7,9 Prozent lebten Menschen im Alter von 65 Jahren oder darüber. Die Durchschnittshaushaltsgröße betrug 2,68 und die durchschnittliche Familiengröße lag bei 3,08 Personen.
Auf das gesamte County bezogen setzte sich die Bevölkerung zusammen aus 25,7 Prozent Einwohnern unter 18 Jahren, 8,1 Prozent zwischen 18 und 24 Jahren, 31,1 Prozent zwischen 25 und 44 Jahren, 23,3 Prozent zwischen 45 und 64 Jahren und 11,9 Prozent waren 65 Jahre alt oder darüber. Das Durchschnittsalter betrug 36 Jahre. Auf 100 weibliche Personen kamen 103,3 männliche Personen. Auf 100 Frauen im Alter von 18 Jahren oder darüber kamen statistisch 103,2 Männer.

Das jährliche Durchschnittseinkommen eines Haushalts betrug 45.290 USD, das Durchschnittseinkommen der Familien betrug 51.475 USD. Männer hatten ein Durchschnittseinkommen von 36.621 USD, Frauen 25.985 USD. Das Prokopfeinkommen betrug 20.162 USD. 7,0 Prozent der Familien und 9,2 Prozent der Bevölkerung lebten unterhalb der Armutsgrenze. Davon waren 10,3 Prozent Kinder oder Jugendliche unter 18 Jahre und 8,6 Prozent waren Menschen über 65 Jahre.